# Bildbeskärning

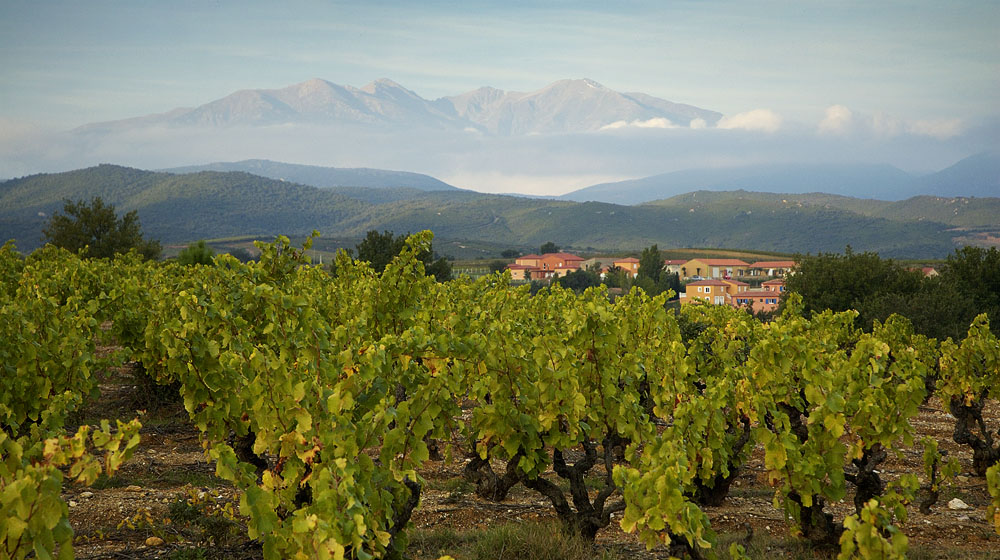
Hela bilden. En vingård i Languedoc.

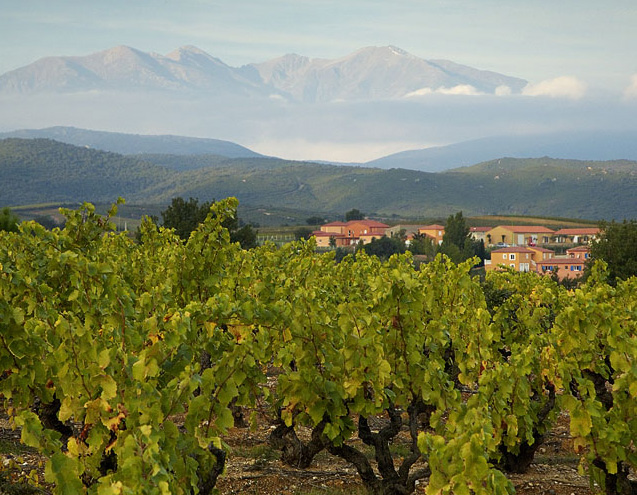
Beskuren bild. Lite mindre Languedoc.

Bildbeskärning innebär att man tar bort onödiga delar av en bild genom att klippa bort en eller flera kanter på bilden. Det kan underlätta ens arbete om man bara är intresserad av att arbeta med en del av en bild. Det vanligaste vid bearbetning av bild är att man beskär den efter önskemål och sedan börjar arbeta. I de flesta bildbehandlingsprogram ser symbolen för beskäring ut som två vinkelhakar med ett streck i mitten.